# Ford Explorer EV
Ford Explorer EV (CX740) — компактний позашляховик із акумуляторним електричним приводом (C-сегмент), що випускається компанією Ford. Виробляється в Кельні, Німеччина, і продається переважно в Європі, автомобіль базується на платформі Volkswagen Group MEB. Автомобіль поділяє свою назву та дизайн, натхненний більшим позашляховиком Ford Explorer, виробленим у США, який компанія Ford обирає «як знак нашої американської спадщини».
Explorer EV буде доступний для замовлення з вересня 2023 року, а перші одиниці мають надійти до грудня того ж року. 
У серпні 2023 року Ford оголосив, що запуск Explorer EV буде перенесено на 2024 рік через нові правила щодо акумуляторів.  Виробництво на заводі в Кельні розпочалося в червні 2024 року.

## Огляд

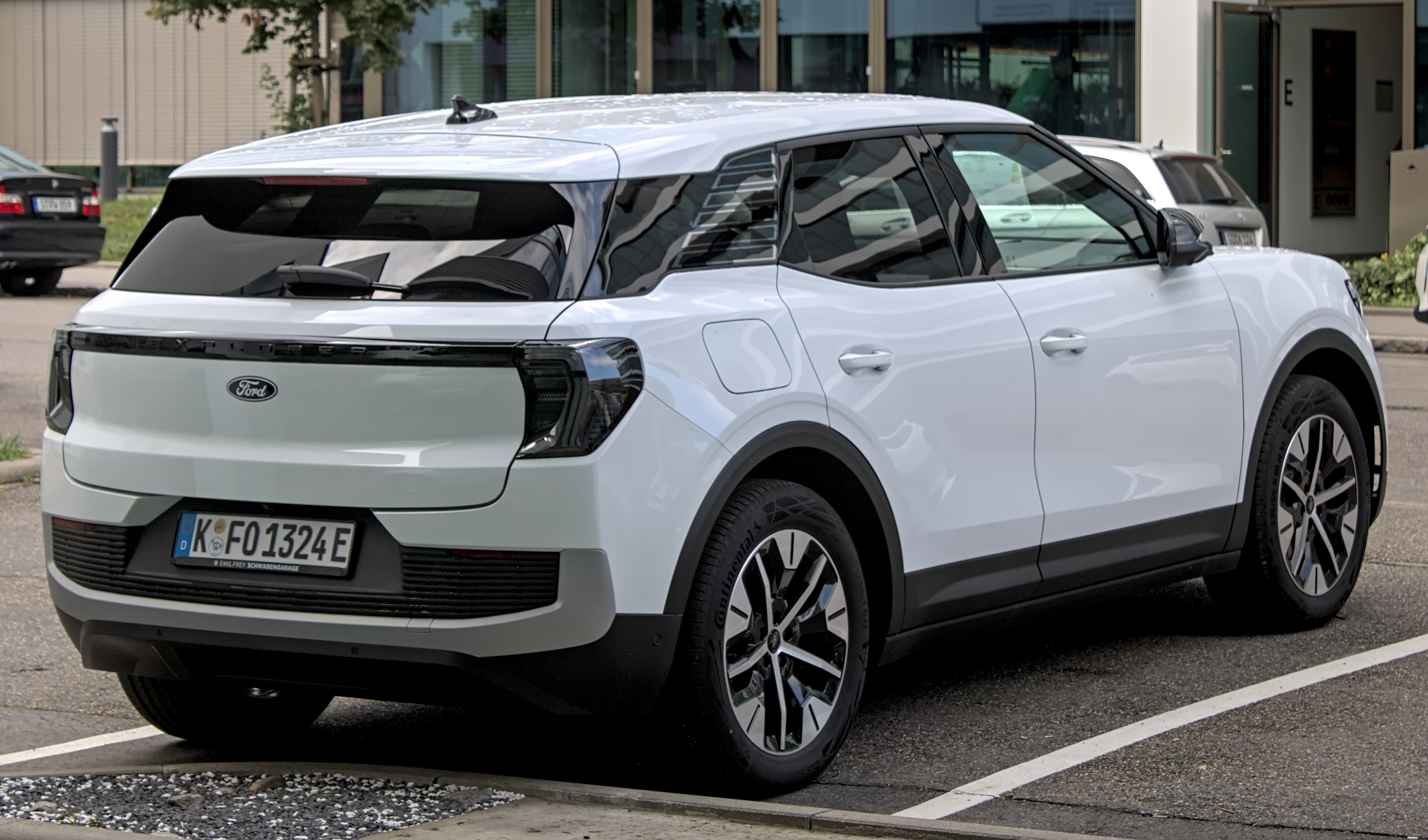
Ford Explorer EV

Explorer EV був представлений 21 березня 2023 року. Створений на тій же платформі MEB, що й Volkswagen ID.4, автомобіль є результатом постійного партнерства між двома брендами, яке включало спільне використання комерційних автомобілів. Його виробляють на заводі в Кельні в Німеччині, де раніше випускався малолітражний автомобіль Fiesta.

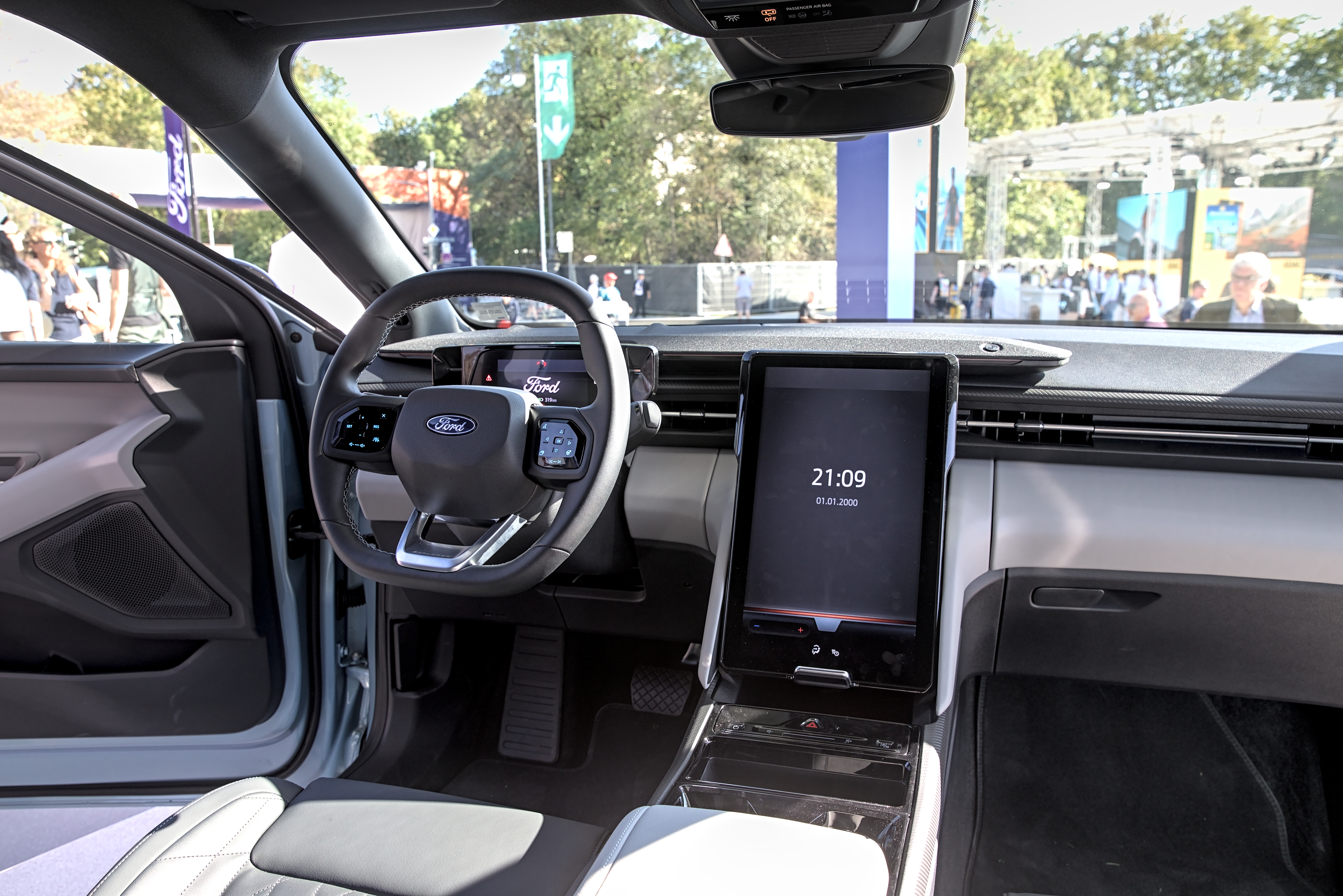

Дизайн Explorer EV був зроблений під керівництвом провідного дизайнера Джордана Демківа. Під час презентації Ford заявив, що автомобіль поєднує в собі «німецьку техніку» з «знаковим дизайном американського позашляховика». Порівняно зі своїм сестринським автомобілем, ID.4, дизайнерам Ford вдалося створити коротшу задню частину, перемістити передні стійки далі назад і використати ширшу колію. Щоб переконатися, що Explorer «їздить як Ford», Демків заявив, що автомобіль отримав інші налаштування амортизаторів, шин і підвіски порівняно з аналогом Volkswagen. Ford спеціально вибрав довжину автомобіля посередині між Volkswagen ID.3 і ID.4, щоб уникнути прямої конкуренції з обома моделями.
В інтер’єрі Explorer доступний з регульованим 14,6-дюймовим портретним дисплеєм із програмним забезпеченням Ford Sync Move, яке забезпечує повноекранне відображення та доступ до всіх параметрів підключення смартфона. Кут нахилу екрана регулюється в 20 ступенів на 30 градусів для більш зручного використання та уникнення відблисків. Explorer EV також оснащений 5,0-дюймовим плаваючим цифровим дисплеєм приладів, який відображає дані про водіння, рівень заряду батареї та стан допомоги водієві.
Багажник Explorer пропонує вбудовану полицю для багажу, яка пересувається разом із дверима багажника для полегшення доступу. Багажний простір розрахований на 450 л (15,9 куб. футів) або 1400 л (49,4 куб. футів) зі складеними задніми сидіннями.

## Подробиці
Опції для Explorer починаються із задньопривідної версії, яка має потужність 170 к.с. (125 кВт). Він оснащений батареєю на 55 кВт-год (52 кВт-год корисної ємності) з передбачуваним запасом ходу до 350 км (217 миль). Інші варіанти включають більш потужну одномоторну модель потужністю 286 к.с. (210 кВт), оснащену більшою батареєю ємністю 82 кВт-год (77 кВт-год корисної ємності), яка розрахована на пробіг близько 540 км (336 миль) на одному заряді. Ця модель також має максимальну швидкість зарядки 170 кВт. Флагманська модель Explorer має подвійний двигун із сумарною потужністю 340 к.с. (250 кВт), з тими ж можливостями батареї та заряджання, що й модель середнього класу. Найдорожча модель здатна проїхати 490 км (304 милі) з можливістю буксирування в 1400 кг (3086 фунтів). Усі моделі здатні швидко заряджати від 10 до 80 відсотків приблизно за 25 хвилин. Доступні розміри коліс: 19, 20 і 21 дюйм.

## Маркетинг
Щоб сприяти запуску Explorer EV у Європі, автовиробник оголосив, що електромобіль вирушить у навколосвітню подорож під керівництвом інфлюенсера Лексі Елфорд, яка є рекордсменом наймолодшої людини, яка відвідала кожну країну світу.